# Grăjdeni, Vaslui
Grăjdeni este un sat în comuna Fruntișeni din județul Vaslui, Moldova, România.
 Acest articol despre o localitate din județul Vaslui este deocamdată un ciot. Puteți ajuta Wikipedia prin completarea lui.